# 7087 Левотський
7087 Левотський (7087 Lewotsky) — астероїд головного поясу, відкритий 13 жовтня 1991 року.
Тіссеранів параметр щодо Юпітера — 3,810.